# Gymnasium Hankensbüttel
Das Gymnasium Hankensbüttel ist ein Gymnasium in Hankensbüttel in Niedersachsen. Es ist das älteste Gymnasium im Landkreis Gifhorn und das einzige Gymnasium im sogenannten Nordkreis, dem ehemaligen Kreis Isenhagen.

## Geschichte
1947 entstand der Vorläufer des heutigen Gymnasiums als private Oberschuleinrichtung. Im Mai 1951 erhielt die Schule das Recht, die Mittlere Reife zu vergeben. In den Jahren 1953/54 wurden erstmals die Jahrgänge 12 und 13 unterrichtet. 1954 wurde die Privatschule als öffentliche Bildungseinrichtung anerkannt. Die Bezeichnung „Gymnasium“ führt die Schule seit 1956. Anlässlich des 50-jährigen Jubiläums der Schule wurde 1997 eine Sternwanderung der gesamten Schule auf den Wurmberg im Harz durchgeführt. Seit 1998 wird bilingualer Unterricht, ab August 2000 aufsteigend mit Klasse 7 Arbeitsgemeinschaften zur Vorbereitung des Mathematisch-Naturwissenschaftlichen Zweiges angeboten.

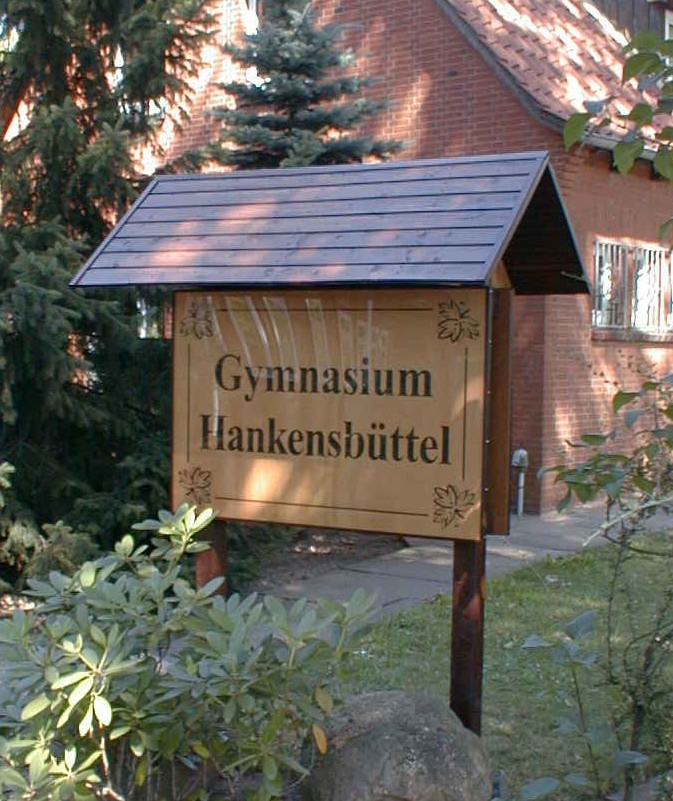
Eingangsschild am Gymnasium Hankensbüttel

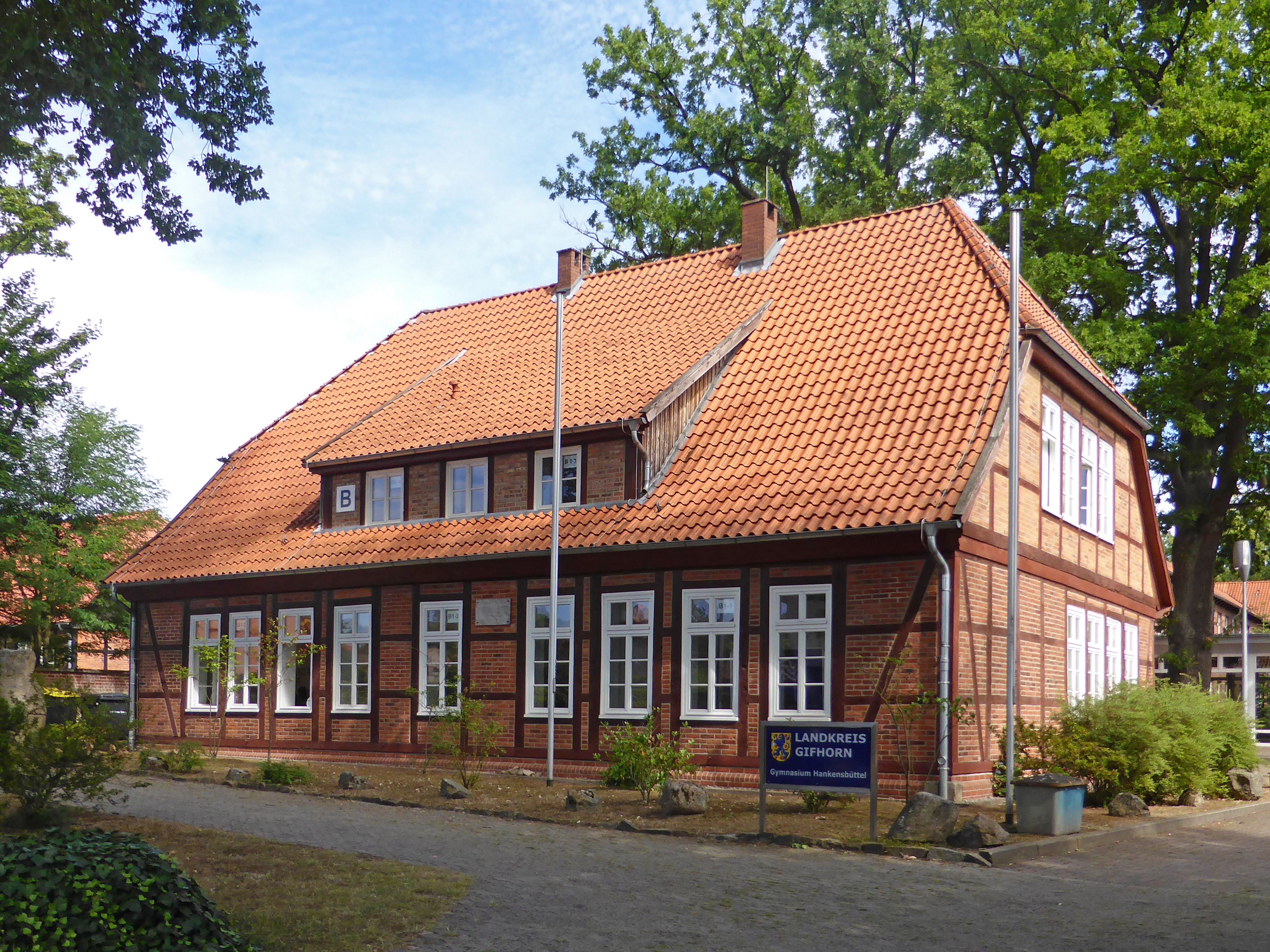
Gebäude B

Aufgrund des gestiegenen Platzbedarfs und des Wegfalls der Orientierungsstufe seit dem Schuljahr 2004/05 erfolgt der Unterricht an mehreren Standorten in Hankensbüttel. Im Jahr 2014 wurden 1132 Schüler von 90 Lehrkräften unterrichtet.

## Besonderheiten
Im Jahr 2003 wurde das Gymnasium von der damaligen niedersächsischen Ministerin für Soziales, Frauen, Familie und Gesundheit Ursula von der Leyen und dem damaligen niedersächsischen Kultusminister Bernd Busemann mit dem Gütesiegel „Rauchfreie Schule Niedersachsen“ ausgezeichnet.
Die Abiturjahrgänge wurden bis zum Jahr 2002 mit der Bezeichnung „SEK2“ (für Sekundarstufe II) und großem lateinischen Buchstaben in aufsteigender Reihenfolge benannt (z. B. „SEK2W“ für den Abiturjahrgang des Jahres 1999). Seit 2003 erfolgt diese Benennung mit Hilfe des griechischen Alphabets und kleinen Buchstaben (z. B. „SEK2β“ oder „SEK2beta“ für den Abiturjahrgang des Jahres 2004). 2011 durchliefen aufgrund der niedersächsischen Umstellung zum „G8“-Schulsystem zwei Jahrgänge gemeinsam das Abitur. Diese behalten jedoch beide ihren ursprünglichen Jahrgangsnamen (SEK II Iota und SEK II Kappa), sodass der Abiturjahrgang 2012 den Namen „Sek II Lambda“ trug.
Die Schulfanfare zum 50-jährigen Jubiläum wurde von Hans Kielblock komponiert. In der 2014 fertig gestellten Mensa gibt es für die Schüler warme Mahlzeiten.
Das Gymnasium gehört zu den wenigen Schulen in Niedersachsen, die Russisch als dritte Fremdsprache (ab Klasse elf) anbieten.
Seit 2025 verfügt das Gymnasium über das „Schulbuch Baukultur“ als Klassensatz für Kunst/Politik/Gesellschaft, das per Verlosung als schulungebundene Spende generös ermöglicht wird.

## Sportliche Erfolge
- 1987: Deutsche Meisterschaft der Schulschachmannschaft (7. und 8. Klasse) in Altensteig
- 1989: Bundessieg der Mädchen-Handballmannschaft der Wettkampfklasse 3 in West-Berlin
- 2003: Landesmeisterschaft der Mixed-Rudermannschaft im Doppelvierer in Hannover
- 2004: Landesmeisterschaft der Jungen-Rudermannschaft im Doppelvierer in Hannover
- 2004: Landesmeisterschaft der Mädchen-Tennismannschaft in Melle
- 2006: Bundessieg der Jungen-Rudermannschaft im Doppelvierer in Berlin[10][11][5]
- 2008: Landesmeisterschaft der Mädchen-Tennismannschaft in Helmstedt[12]
- 2019: Hessen Solar Cup in Kassel[13]
- 2021: Hessen Solar Cup in Kassel[13]
- 2022: Hessen Solar Cup in Kassel[13]
- 2022: Deutsche Solarmobil-Meisterschaft in Dortmund

## Schulleiter
- Willy Ernst (1947–1968) – Gründer der Schule
- Dietrich Korn (1968–1997)
- Ulf Bartkowiak (1997–2010)
- Martin Hille (2010–2015)
- Cornelia Röhrkasten (kommissarisch bis 2016, seit 2016 Schulleiterin)

## Bekannte Schüler
- Jürgen Chrobog (* 1940), Jurist, Diplomat, ehemaliger Staatssekretär im Auswärtigen Amt
- Hans Pleschinski (* 1956), Schriftsteller
- Ralf Martin Meyer (* 1959), Polizeipräsident
- Bernd Fix (* 1962), Experte für Computersicherheit
- Astrid Frohloff (* 1962), Journalistin und Fernsehmoderatorin
- Petra Lüschow (* 1966), Autorin, Drehbuchautorin, Regisseurin[14]
- Barbara Wrede (* 1966), Bildende Künstlerin, Autorin
- Anja Wrede (* 1968), Spieleautorin
- Inka Drögemüller (* in Lüben), Kulturwissenschaftlerin, stellvertretende Direktorin des Metropolitan Museum of Art in New York[15]
- Oliver Graf (* 1981), Schauspieler und Kulturmanager, Intendant des Theater für Niedersachsen
- Kirsikka Lansmann (* 1986), Politikerin

## Partnerschulen

### Aktive Partnerschaften
- Senior High School in Clintonville, Wisconsin, USA (seit 1990)
- Collège „Philippe de Champaigne“ in Le Mesnil-Saint-Denis, Frankreich (seit 1975)
- Aleksandras-Stulginskis-Gymnasium in Kaltinėnai, Litauen (seit 1992)
- Lycée Saint Joseph - La Salle de Lorient-Gymnasium, in Lorient, Frankreich (von 2021 bis 2027 mit dem Programm Erasmus+ der EU; zusammen mit dem Gymnasium Schillerschule)

### Ehemalige Partnerschaften
In der Vergangenheit bestanden Partnerschaften mit Schulen an den folgenden Orten.
- 1981–1983: Haileybury, Vereinigtes Königreich
- 1984–2003: Tours, Frankreich
- 1984–1990: Lowestoft, Vereinigtes Königreich
- 1991–2001: Dublin, Irland
- 2001–2004: Kolsås bei Oslo, Norwegen